# Orogenesi cadomiana
L'orogenesi cadomiana fu un evento tettonico o una serie di eventi avvenuti nel tardo Neoproterozoico, all'incirca tra 650 e 550 milioni di anni fa, e che probabilmente incluse la formazione di montagne. Questo processo orogenetico avvenne al margine del continente Gondwana, coinvolgendo una o più collisioni di archi insulari e l'accrezione di materiale in una zona di subduzione.
La serie completa degli eventi e la loro posizione geografica precisa non sono noti con precisione, ma si ritiene che abbiano coinvolto terrane dell'Avalonia, dell'Armorica e dell'Iberia. Rocce deformatesi durante l'orogenesi si trovano in parecchie parti dell'Europa, inclusa la Francia settentrionale, le Midlands inglesi, il sud della Germania, la Boemia, il sud della Polonia e la parte sudoccidentale della penisola iberica.
Si ritiene che la cintura orogenetica fosse formata da crosta oceanica subdotta al di sotto della zolla armoricana in modo simile a quanto avviene per le odierne Ande. I sedimenti depositati sul margine continentale venivano spinti verso l'alto sulla piattaforma continentale, mentre avvenivano nel contempo intrusioni di magma calcalcalino.

## Etimologia
La denominazione fu proposta nel 1921 dal geologo francese Léon Bertrand, che la derivò dal nome latino Cadomus dell'attuale città di Caen in Normandia. Egli propose anche che la fine dell'orogenesi fosse identificata dai letti di rocce rosse del Paleozoico inferiore.